# Thelephora palmata
Thelephora palmata (tên tiếng Anh là stinking earthfan và fetid false coral) là một loài nấm trong họ Thelephoraceae. Chúng là loài phân bố rộng nhưng không phổ biến, nó sống ở cả châu Á, châu Úc, châu Âu, Bắc Mỹ, và Nam Mỹ, nó mọc tại rừng lá kim và rừng hỗn giao.

## Phân loại
Loài này được mô tả lần đầu năm 1772 bởi nhà tự nhiên học người Ý Giovanni Antonio Scopoli, dưới tên Clavaria palmata. Elias Fries chuyển nó sang chi Thelephora năm 1821. T. palmata từng bị chuyển sang nhiều chi khác nhau trong lịch sử phân loại, gồm Ramaria bởi Johan Theodor Holmskjold năm 1790, Merisma bởi Christian Hendrik Persoon năm 1822, và Phylacteria bởi Narcisse Théophile Patouillard năm 1887. Một vài danh pháp đồng nghĩa là Merisma foetidum, bởi Christian Hendrik Persoon năm 1797, và Clavaria schaefferi của Pier Andrea Saccardo năm 1888. Persoon cũng từng công bố tên Thelephora palmata năm 1822, nhưng tên này đã được dùng trước đó, loài "Thelephora palmata" đó hiện nay có tên Thelephora anthocephala.
T. palmata có họ hàng gần với các loài T. terrestris và T. caryophyllea. Tên loài (palmata) xuất phát từ tiếng Latin, và nghĩa là "có dạng một bàn tay". Tên thông thường của nó trong tiếng Anh là "stinking earthfan" và "fetid false coral". Samuel Frederick Gray gọi nó là "stinking branch-ear" trong tác phẩm A Natural Arrangement of British Plants (1821).

## Phân bố
Loài này sống ở châu Á (gồm Trung Quốc, Iran, Nhật Bản, Siberia, Thổ Nhỉ Kỳ, và Việt Nam), châu Âu, Bắc Mỹ, và Nam Mỹ (Brazil và Colombia). Nó cũng được ghi nhận ở Úc và Fiji. Ceratophysella denisana ăn quả thể loài nấm này.